# 山田村 (富山県婦負郡)
山田村（やまだむら）は、富山県の中部の婦負郡に存在した村である。
2005年4月1日に、富山市、大山町、大沢野町、婦中町、八尾町、細入村と合併し、富山市となった。
1996年から2000年代初頭にかけては、家庭におけるパーソナルコンピュータ及びインターネットの普及率が日本一であったので、「電脳村」と呼ばれた。

## 地理
多くの集落と耕地は山田川両岸の丘陵地に形成されているが、和田川や赤江川沿いにも集落がある。丘陵地は棚田が発達し里山らしい美田風景が見られる。村の総面積の73%が森林で、アカガシやブナなどの自然林も多い。
村内にある牛岳は古来より自然信仰の対象となった霊峰であり、村内集落各地に牛嶽社が立地している。
村南部にある高清水、数納、深道、若狭などの各集落が昭和後期以降相次いで廃村になるなど過疎化が進んでいる地域もあり、その対策として牛岳温泉スキー場など観光整備を進めている。
山田温泉は1300年前の開湯と伝えられる古湯で大昔より湯治客を集めてきた。
- 山：牛岳、御鷹山
- 河川：和田川、山田川、赤江川、湯谷川、鍋谷川

## 歴史
- 1889年4月1日 - 町村制の施行により、婦負郡山田村が発足する。
- 1970年 - 過疎地域に指定。
- 1971年12月19日 - 村営牛岳温泉スキー場がオープン[1]。
- 1995年8月22日 - 富山県内の自治体で初めてインターネットによるホームページを開設する[2]。
- 1996年7月 - パーソナルコンピュータを村内の希望する全世帯に無料で貸与することを開始。
- 2005年4月1日 - 富山市並びに上新川郡大山町、大沢野町、婦負郡婦中町、八尾町、山田村及び細入村が合併して、富山市が発足する。

## 行政

### 歴代村長
| 代 | 氏名         | 就任年月日     | 退任年月日     | 備考         |
| -- | ------------ | -------------- | -------------- | ------------ |
| 1  | 淺名源治     | 1889年5月      | 1890年3月20日  |              |
| 2  | 淺名源治     | 1890年7月18日  | 1893年6月8日   |              |
| 3  | 納村元次郎   | 1893年6月13日  | 1896年1月21日  |              |
| 4  | 津田武雄     | 1896年6月25日  | 1897年5月20日  |              |
| 5  | 二口八三郎   | 1897年5月21日  | 1898年6月13日  |              |
| 6  | 五十嵐誠意   | 1898年9月10日  | 1899年4月      |              |
| 7  | 池口篤美     | 1899年6月13日  | 1903年6月12日  |              |
| 8  | 村上安平     | 1903年8月23日  | 1904年11月19日 |              |
| 9  | 土井伊次郎   | 1904年12月12日 | 1906年12月12日 |              |
| 10 | 鎌田源左衛門 | 1906年12月28日 | 1907年10月31日 |              |
| 11 | 五箇伊佐     | 1907年12月8日  | 1910年4月11日  |              |
| 12 | 五箇伊佐     | 1910年4月15日  | 1911年11月1日  |              |
| -  | 矢合弥一     | 1911年11月4日  | 1911年11月9日  | 村長事務管掌 |
| 13 | 千澤紋十郎   | 1911年11月10日 | 1913年11月15日 |              |
| 14 | 若杉亀次郎   | 1913年11月28日 | 1915年2月3日   |              |
| 15 | 湯本義治     | 1915年4月9日   | 1916年3月29日  |              |
| 16 | 古藤三右衛門 | 1916年5月2日   | 1917年8月26日  |              |
| 17 | 谷井傅次郎   | 1917年9月22日  | 1921年3月14日  |              |
| 18 | 田中松治     | 1921年3月23日  | 1925年3月22日  |              |
| 19 | 田中松治     | 1925年3月23日  | 1929年3月22日  |              |
| 20 | 田中松治     | 1929年3月23日  | 1930年3月12日  |              |
| 21 | 千澤義明     | 1930年5月3日   | 1932年4月11日  |              |
| 22 | 千澤義明     | 1932年5月10日  | 1934年12月15日 |              |
| 23 | 谷井傅二     | 1934年12月20日 | 1937年4月13日  |              |
| 24 | 石崎成貞     | 1937年6月12日  | 1940年1月11日  |              |
| 25 | 今井信行     | 1940年1月13日  | 1944年1月12日  |              |
| 26 | 毛利傅三郎   | 1944年1月13日  | 1946年3月9日   |              |
| 27 | 山崎安右衛門 | 1946年3月23日  | 1947年4月4日   |              |
| 28 | 大松政雄     | 1947年4月5日   | 1951年4月4日   |              |
| -  | 關一雄       | 1951年4月5日   | 1951年4月22日  | 村長職務代理 |
| 29 | 山田尚幸     | 1951年4月23日  | 1955年4月22日  |              |
| -  | 上山文治     | 1955年4月23日  | 1955年4月29日  | 村長職務代理 |
| 30 | 関一雄       | 1955年4月30日  | 1958年11月22日 |              |
| -  | 谷川清松     | 1958年11月23日 | 1958年12月17日 | 村長職務代理 |
| 31 | 浅名源重     | 1958年12月18日 | 1962年12月17日 |              |
| 32 | 浅名源重     | 1962年12月18日 | 1966年12月17日 |              |
| 33 | 浅名源重     | 1966年12月18日 | 1970年12月17日 |              |
| 34 | 浅名源重     | 1970年12月18日 | 1974年12月17日 |              |
| 35 | 浅名源重     | 1974年12月18日 | 1978年12月17日 |              |
| 36 | 浅名源重     | 1978年12月18日 | 1982年12月17日 |              |
| 37 | 浅名源重     | 1982年12月18日 | 1986年12月17日 |              |
| 38 | 浅名源重     | 1986年12月18日 | 1990年12月17日 |              |
| 39 | 山崎吉一     | 1990年12月18日 | 1994年12月17日 |              |
| 40 | 山崎吉一     | 1994年12月18日 | 1998年12月17日 |              |
| 41 | 山崎吉一     | 1998年12月18日 | 2002年12月17日 |              |
| 42 | 山崎吉一     | 2002年12月18日 | 2005年3月31日  |              |

## 姉妹都市・提携都市

### 国内
- 交野市（大阪府）
  - 1993年5月8日友好都市提携
- 五色町（兵庫県）
  - 1993年5月8日友好都市提携

## 地域

### 教育
- 山田村立山田中学校（現・富山市立山田中学校）
- 山田村立山田小学校（現・富山市立山田小学校）

## 交通

### 路線バス
- 富山地方鉄道（21系統）
- 山田村営コミュニティバス（現・山田コミュニティバス）
  - 八尾線
  - 清水線
  - 谷線
  - スキー場線（冬季運行）

かつては婦南交通（1969年路線廃止）や加越能鉄道（1973年路線廃止）、クレハ観光バスも村内で路線を運行していたが、既に撤退している。

### 道路
※ 村内を国道は通っていない。
- 富山県道
  - 主要地方道
    - 富山県道25号砺波細入線
    - 富山県道35号立山山田線
    - 富山県道59号富山庄川線

  - 一般県道
    - 富山県道133号山田砺波線
    - 富山県道222号清水小滝谷線
    - 富山県道224号湯八尾線
    - 富山県道346号山田湯谷線

## 名所・旧跡・観光スポット・祭事・催事
- 山田温泉
- 山田西温泉
- 牛岳温泉
- 牛岳温泉スキー場
- 牛岳スノーフェスタ（2月）
- 牛岳いもまつり（7月）

## 特産
- 柿酢
- 馬鈴薯
- 大根

## 出身有名人
- 田中珠美（バイアスロン選手）